# Rébellion de Hōgen
Batailles
Siège du Shirakawa-den
La rébellion de Hōgen (保元の乱, Hōgen no ran) est une courte guerre civile survenue dans le Japon de l'époque de Heian, en l'an 1156 de notre ère. Elle doit son nom au fait qu'elle eut lieu durant l'ère Hōgen (1156-1159), et impliqua les trois plus puissants clans de l'époque, les Minamoto, les Taira et les Fujiwara, dans une lutte pour la domination de la cour impériale de Kyoto.

## Causes
À la fin de l'époque Heian, l'empereur n'a pas de réel pouvoir, l'administration étant noyautée par les régents Fujiwara, et certains empereurs avaient tenté d'échapper à cette mainmise en se retirant officiellement du trône, mais en continuant à exercer le pouvoir depuis leur retraite en lieu et place de l'empereur en titre, selon le système de l'insei. De tels « empereurs retirés » portaient le titre de In, ou Jōkō. S'il y avait plus d'un empereur retiré à la fois, c'était le plus ancien (appelé Hon'in) qui régnait.
En 1156, après la mort du hon'in Toba, une lutte de pouvoir commence entre le jōkō Sutoku et l'empereur Go-Shirakawa, qui, soutenu par Fujiwara no Tadamichi, le fils aîné du régent Fujiwara no Tadazane, tente de mettre à bas le système de l’insei.
Sachant que Sutoku préparait un coup d'État pour reprendre le pouvoir, Go-Shirakawa décide de frapper le premier et lance l'assaut sur le palais de Sutoku.

## Partisans

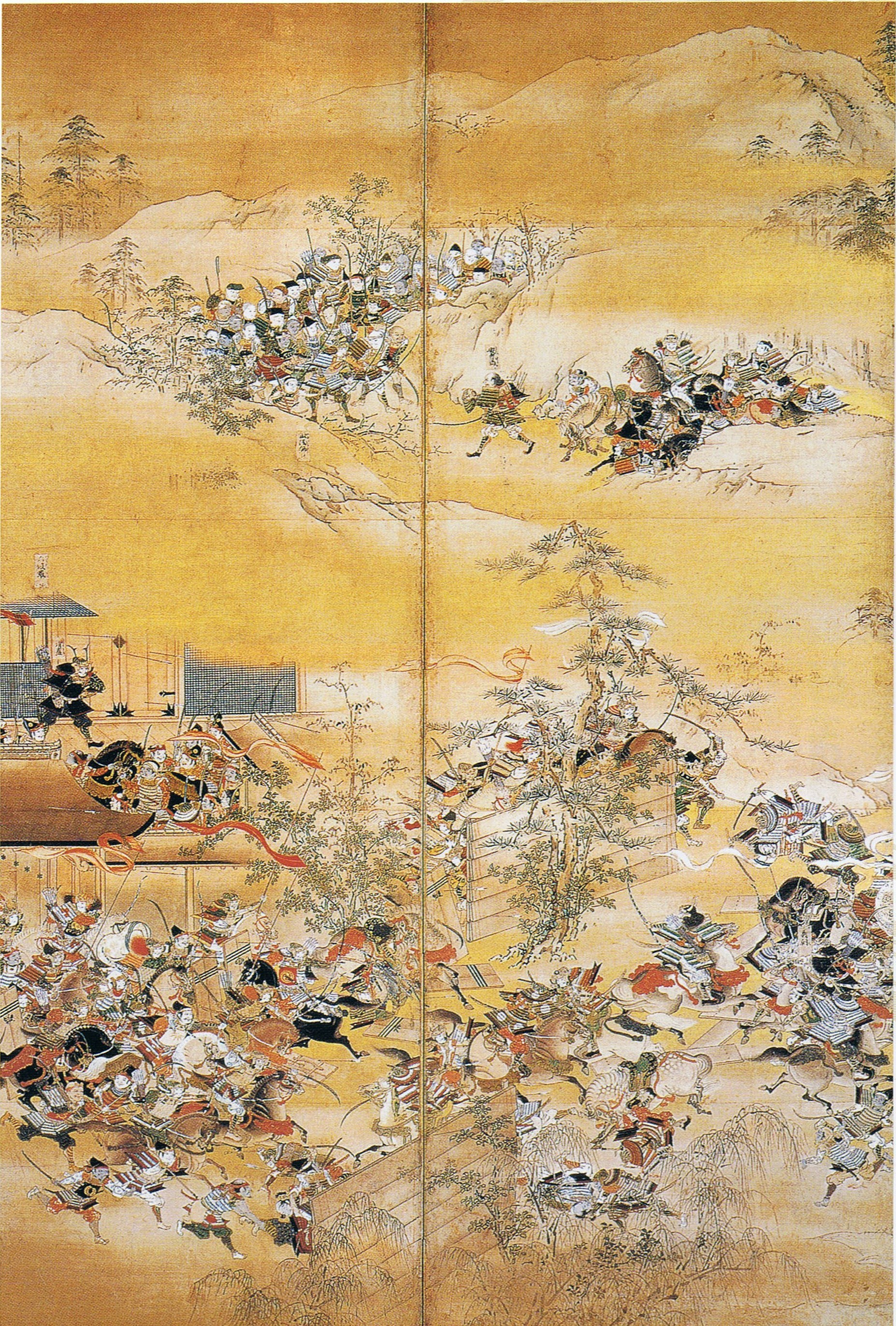
Représentation de la rébellion avec, à gauche en armure noire, Taira no Kiyomori.

Dans le camp du jōkō Sutoku, on retrouve le frère de Tadamichi, Fujiwara no Yorinaga, ainsi que Minamoto no Tameyoshi et son fils Minamoto no Tametomo, archer renommé, de même que Taira no Tadamasa.
L'autre fils de Tameyoshi, son héritier Yoshitomo, se trouve quant à lui dans le camp de l'empereur en titre, de même que Taira no Kiyomori, chef du clan Taira et neveu de Tadamasa.

## Déroulement
Le 28 juillet 1156 (10e jour du septième mois), les deux camps se font face à Kyōto. Du côté de Sutoku, Minamoto no Tametomo suggère une attaque nocturne du palais ennemi, mais Fujiwara no Yorinaga rejette cette stratégie. Dans l'autre camp, Minamoto no Yoshitomo conseille lui aussi une attaque nocturne, qui est approuvée.
Le siège du palais de Shirakawa, un palais appartenant à Sutoku, constitue le principal affrontement de la rébellion de Hōgen. Durant la nuit du 29 juillet, Kiyomori et Yoshitomo conduisent leurs troupes à l'attaque du palais et le réduisent en cendres.

## Conséquences
Fujiwara no Yorinaga meurt durant la bataille, et à l'issue de celle-ci, le palais est entièrement brûlé et le jōkō envoyé en exil dans la province de Sanuki sur l'île de Shikoku. Taira no Tadamasa est exécuté, de même que Minamoto no Tameyoshi, Minamoto no Yoshitomo devenant le nouveau chef du clan après la mort de son père.
La domination des Fujiwara sur la cour est terminée, mais Yoshitomo et Taira no Kiyomori établissent leurs clans respectifs en tant que nouveaux pouvoirs politiques à Kyōto, amenant pour la première fois les samouraïs dans les hautes sphères du pouvoir. Si l'entente est cordiale au début, les Taira, inquiets de voir la puissance des Minamoto augmenter, se rapprochent en 1158 de Go-Shirakawa, maintenant retiré et remplacé par son fils l'empereur Nijō, ce qui débouche sur la rébellion de Heiji en 1159.

## La rébellion de Hōgen dans la littérature
Les événements de la rébellion de Hōgen sont décrits dans le Hōgen monogatari, roman guerrier composé au début du XIIIe siècle (ouvrage traduit en français par René Sieffert, Le Dit des Heiké, Presses orientalistes de France, 1976, rééd. Verdier/poche, 2012).